# Fül-orr-gégészet
A fül-orr-gégészet (otorinolaringológia – ORL; a kifejezés közvetlenül a görög ωτορινολαρυγγολογία – otorinolariggología szóból ered, amely a fül, az orr és a gége tanulmányozását jelenti) az orvostudomány azon ága, amely a fej és a nyak területe, azaz a fül (hallás és egyensúly), az orr (légzés, alvási apnoe) és a garat (nyelés, hangképzés) patológiáinak orvosi és sebészeti megelőzésével, diagnosztizálásával és terápiájával foglalkozik, beleértve például a pajzsmirigy és a mellékpajzsmirigy műtéti kezelését, valamint a mandulák, a koponyaalap, a száj, a nyelv, a nyálmirigyek, a nyaki, az arckörzeti daganatok stb. kezelését.
Bár a különböző fej-nyaki részek látszólag nem kapcsolódnak egymáshoz, gyakran előfordul, hogy ugyanaz a kóros folyamat együttesen érinti őket, legyen az fertőző, daganatos, traumás vagy más jellegű, ezért egyetlen szakorvos kezeli őket. Emiatt a fül-orr-gégész az arcideg patológiáját is kezeli, amely anatómiai lefolyást követ az említett régiókban.
A fül-orr-gégész tehát nemcsak a fül, orr és gége anatómiai hármasát érintő műtétek referenciaorvosa és sebésze, hanem általában a nyaki-arc-körzet és a koponyabázisé is.

## Orvosképzés
Az olaszországi fül-orr-gégészeti specialista cím megszerzéséhez szükséges képzési folyamat az orvosi és sebészeti diploma, amely hat évig, majd a fül-orr-gégészet, valamint a fej- és nyaksebészet szakirány, amely további négy évig tart.
Más országokban, például az Egyesült Királyságban és Svájcban a képzési folyamat időtartama változó lehet, mivel a képzés elvégzéséhez a fül-orr-gégész-sebésznek különféle ismereteket kell elsajátítania az általános sebészet területén is. Magyarországon a hatéves általános orvosi végzettség után négyéves szakorvosi továbbképzés szükséges.

## Példák fül-orr-gégészeti betegségekre és beavatkozásokra

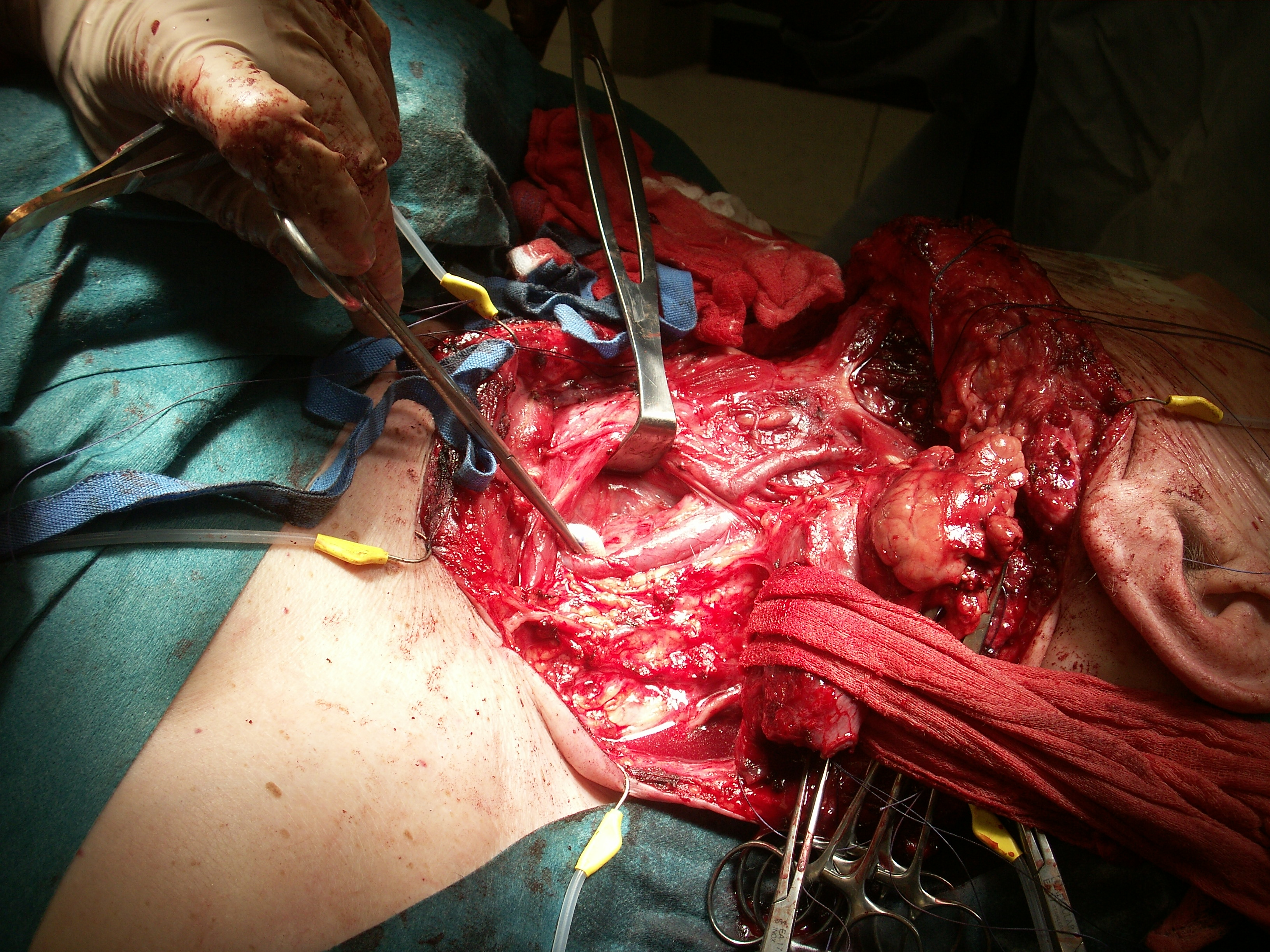
ORL-műtét a nyak oldalsó régióján

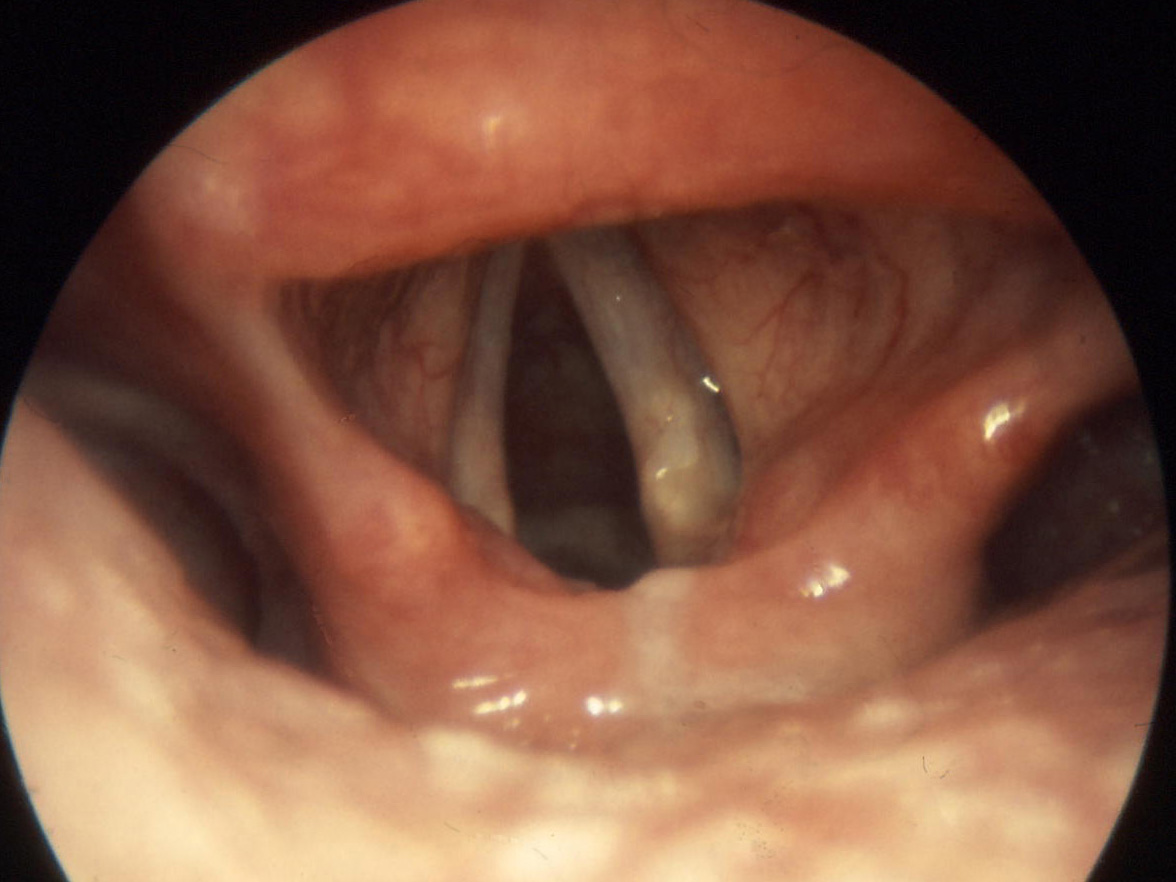
Az endoszkóppal látható hangszalagok

### Fej-nyaki műtét
- A szájüreg, a gége és a garat onkológiai sebészete
- Pajzsmirigyrák
- Nyaki endokrin műtét (thyreoidectomia, mellékpajzsmirigy-eltávolítás)
- Nyakfeltárás
- Koponyaalap-műtét

### Fültan és neuro-otológia
- Fülmikrosebészet (pl. miringoplasztika, timpanoplasztika, cholesteatoma, sztapedektómia és sztapedotómia)
- Dobhártya-perforáció
- Szédülés (pl. Ménière-szindróma, belsőfülgyulladás, jóindulatú helyzeti szédülés, akusztikus neuroma stb.)
- Siketség
- Cochleáris implantátum
- Fülgyulladás (pl. akut gennyes középfülgyulladás, akut nekrotikus középfülgyulladás stb.)
- Mikrovaszkuláris rekonstrukciók a fülkagylón
- Fülzúgás
- Otoszklerózis

### Rinológia
- Az orrüregek és az orrmelléküregek műtétei (pl. szeptoturbinoplasztika, dacryocystorhinostomia stb.)
- Koponyaalap-műtét
- Alvási apnoe
- Arcüreggyulladás
- Orrpolip
- Az orrturbinák hipertrófiája
- Üres orr szindróma
- Allergiák a felső légutak gyakori érintettségével

### Gyermekgyógyászat
- Veleszületett siketség
- Adenoidektómia
- Mandulaműtét
- Laryngomalacia
- Myringotomia

### Gégészet és foniátria
- Gégerák
- Diszfónia
- Némaság

## Magyar fül-orr-gégészek (válogatás, születési sorrendben)
- Krepuska Géza (1861–1949) a modern magyar fülészet megalapítója, aki döntő szerepet játszott Somoskő és Somoskőújfalu Magyarországhoz való 1924-es visszatérésében
- Török Béla (1871–1925) jelentős szerepe volt a siketek oktatásának elindításában
- Bárány Róbert (1876–1936) Fiziológiai és orvostudományi Nobel-díjas (1914), a Bárány-féle forgószék feltalálója
- Görgényi Gyula (1899–1959) intézményvezető, szakíró
- Hacki Tamás (1944) foniográfus, egyetemi tanár, füttyművész
- Molnár Lajos (1946–2015) egykori egészségügyi miniszter

## Fordítás
- Ez a szócikk részben vagy egészben  az   Otorinolaringoiatria című olasz Wikipédia-szócikk ezen változatának fordításán alapul.  Az eredeti cikk szerkesztőit annak laptörténete sorolja fel. Ez a jelzés csupán a megfogalmazás eredetét és a szerzői jogokat jelzi, nem szolgál a cikkben szereplő információk forrásmegjelöléseként.